# Santa Luce
Santa Luce település Olaszországban, Toszkána régióban, Pisa megyében. Lakosainak száma 1629 fő (2023. január 1.). Santa Luce Castellina Marittima, Chianni, Orciano Pisano, Rosignano Marittimo, Casciana Terme Lari és Crespina Lorenzana községekkel határos.

## Népesség
A település lakossága az elmúlt években az alábbi módon változott:
| Lakosok száma | 1685 | 1675 | 1629 |
|               | 2017 | 2018 | 2023 |